# Brudekjole
En brudekjole er en kjole, som udelukkende anvendes i forbindelse med bryllup eller vielse.
Brudekjolen er traditionelt hvid, men også pastelfarver som cremehvid, champagne og bleg-rosa forekommer.
Det anses dog ikke forkert at vælge en kjole i en helt anden farve, og selv kjoler med indslag af blå, rød og sort forekommer.

## Historie
Et af de tidligste eksempler på en hvid brudekjole er den kjole, som Maria de Medici bar i året 1600. Under den såkaldte første empire (Direktoriet, 1795-1799) sås hvide brudekjoler blandt overklassens unge kvinder i Europa.
Brudekjole i hvidt slog dog først for alvor igennem, da dronning Viktoria valgte at stå brud i en hvid hofkjole i 1840. Den første engelske prinsesse, der bar hvid brudekjole, var imidlertid dronning Philippa. Da hun som 12-årig giftede sig med Erik af Pommern i Lund den 26. oktober 1406, var hun klædt i en tunika og en kappe af hvid silke, kantet med skind af grå egern og hermelin.
Almuen giftede sig derimod traditionelt i folkedragt eller i de bedste klæder, man ejede. Langt op i 1800-tallet kunne selv en noget bedre bemidlet brud bære en stærkt farvet eller mønstret kjole. Fordelen ved en sådan kjole var naturligvis, at den kunne anvendes igen som balkjole. I anden halvdel af 1800-tallet blev sort den almindeligeste farve, og stærkere farver ansås som upassende. Brugen af hvid kjole blev almindeligt udbredt i modekredse først i 1880'erne, og efter første verdenskrig slog det igennem blandt den øvrige befolkning.
Den kristne kirke ville fremhæve det kristne aspekt af ægteskabet, at bruden skulle forblive kysk og uskyldig. Desuden ville den voksende borgerklasse vise sin rigdom ved bl.a at udruste bruden med en kjole, som kun blev brugt en gang.
Inspirationen til brudekjolens udseende kom ofte fra diverse kongelige bryllupper. Senest bidrog prinsesse Dianas brudekjole fra 1981 til en trend med romantiske kjoler.
Til brudekjolen hører ofte en brudebuket og en "sløjfe". Ofte bærer bruden traditionelle og eksklusive underklæder.
På de tre første fotografier under er bruden klædt i mørke farver. Frem til slutningen af 1960'erne blev brudekjolen ofte syet efter samtidens mode.
- Brudekjole fra det sene 1800-tal.
- Bryllup i 1870’erne eller 1880’erne.
- Brudekjole syet efter samtidens mode, 1929.
- Krigsbryllup, 1942.